# Ixia sobolifera
Ixia sobolifera är en irisväxtart som beskrevs av Peter Goldblatt och John Charles Manning. Ixia sobolifera ingår i släktet Ixia och familjen irisväxter.

## Underarter
Arten delas in i följande underarter:
- I. s. albiflora
- I. s. carnea
- I. s. sobolifera